# Bátoryčka (opera)
Bátoryčka je opera o dvou dějstvích – autoři ji žánrově označují jako „operní smutnohra“ – slovenského skladatele Ilji Zeljenky na libreto, které na základě stejnojmenné veršované hry Jonáše Záborského z roku 1866 napsal Peter Maťo. Poprvé byla uvedena 12. října 1996 ve Státní opeře Banská Bystrica (tehdy ve svazku Středoslovenského státního divadla).

## Vznik a charakteristika opery
Významný slovenský skladatel Ilja Zeljenka se k opernímu žánru dostal až na sklonku své tvorby, po šedesátce – jeho jediný předchozí záměr z počátku 60. let 20. století, totiž zhudebnit drama Vítězslava Nezvala Dnes ještě zapadá slunce nad Atlantidou, ztroskotal na odmítnutí Nezvalovy vdovy, držitelky autorských práv. Poté Zeljenka dlouho prohlašoval operu za „archaický hudební tvar“, který byl pro něj „dilematem mezi čistou, abstraktní hudební strukturou a literárním programem, divadelním dějem“. Opera Bátoryčka vznikla roku 1994 na popud a naléhání dramatika a režiséra Petera Maťa, který na libreto upravil veršovanou „smutnohru“ zachycující konec nechvalně proslulé hraběnky Alžběta Báthoryové na Čachtickém hradě.
Zeljenka nepřistoupil ke kompozici této opery s cílem zpřítomnit na scéně známý hororový příběh. Napsal o svém záměru: „Libreto Bátoryčky jsem přijal asi proto, že mě nenutilo k realistickému prožívání morbidních skutečností. Všechno se děje v rovině "jakoby", je to pro mne pohádka o zlých věcích lidských. Umění vidět poetično každodennosti přerušované absurditou zla mi bylo klíčem k pochopení libreta.“ Vlastní téma opery shrnul v konstatování, že je o „našem vztahu ke zlu historickému i každodennímu“.
Bátoryčka je komorní opera – je psána pro jedenáct sólistů, 16členný smíšený sbor a komorní orchestr. Je napsána v Zeljenkově „poetizující, pastelově barevné a imaginativní hudební řeči“. Orchestr hraje vysloveně komorně, „v matematicky přesném rytmu, čistých tónech, bez exponované kantilény“ (E. Michalová). Jeho part je interpretačně obtížný, ale decentní, ne přesycený a ani po něm, ani po zpěvácích není požadováno dynamické napětí. Zpěvní hlasy jsou především deklamační a rovněž poměrně náročné, zejména po rytmické stránce. Zvukovým efektům se Zeljenka vyhýbá.
Z původně plánovaného nastudování ve Slovenském národním divadle sešlo a Bátoryčku nakonec uvedla opera v Banské Bystrici. Byla to první původní slovenská opera premiérovaná ve velkém operním divadle po roce 1989 a navíc operní prvotina jednoho z nejvýznamnějších soudobých skladatelů, byla proto očekávána kritikou i obecenstvem. Skladatelův přístup ke krvavé látce – s filozofickým odstupem, důrazem na mravní poslání a potlačení naturalistických detailů – však diváky málo zaujal a i kritika, přes vyzvednutí kultivovanosti a nápaditosti Zeljenkovy partitury, postrádala v Bátoryčce přesvědčivou vnitřní dramatickou stavbu a strhující příběh a s odstupem upřela Zeljenkovi vlohy pro hudební divadlo.
Zeljenka napsal z větší části ještě před premiérou Bátoryčky další operu, opět na libreto Petera Maťa podle Jonáše Záborského: Poslední dny Velké Moravy. Ta dosud nebyla uvedena.

## Osoby a první obsazení
| osoba                                                               | hlasový obor     | premiéra (12.10.1996)                   |
| ------------------------------------------------------------------- | ---------------- | --------------------------------------- |
| Alžbeta Bátory [vdova po Fraňovi Nadášdymu, paní zámku čachtického] | soprán           | Mária Tomanová                          |
| Katarína [její dcera vdaná za Homonnaye]                            | mezzosoprán      | Eva Lucká                               |
| Georg Turzo [palatin]                                               | baryton          | Zoltán Vongrey                          |
| Závodský [jeho písař]                                               | tenor            | Peter Schneider                         |
| Kečegy [záletník Alžbetin]                                          | baryton          | Šimon Svitok                            |
| Paraska [chudý zeman]                                               | baryton          | Gustáv Beláček                          |
| Agnesa [Alžbetina služka]                                           | soprán           | Zuzana Kurínska / Silvia Kotková        |
| Apollonia [Alžbetina služka]                                        | mezzosoprán      | Terézia Babjaková ml. / Zuzana Šimáková |
| Ficko [mládenec]                                                    | tenor            | Ján Vaculík                             |
| Helena [stará baba]                                                 | mezzosoprán      | Božena Lenhardová                       |
| Dora [stará baba]                                                   | alt              | Darina Kunková                          |
| Alžbětiny oběti (smíšený sbor)                                      |                  |                                         |
| Dirigent:                                                           | Dirigent:        | Pavol Tužinský                          |
| Režie:                                                              | Režie:           | Peter Maťo                              |
| Scéna a kostýmy:                                                    | Scéna a kostýmy: | Peter Čanecký                           |

## Děj opery

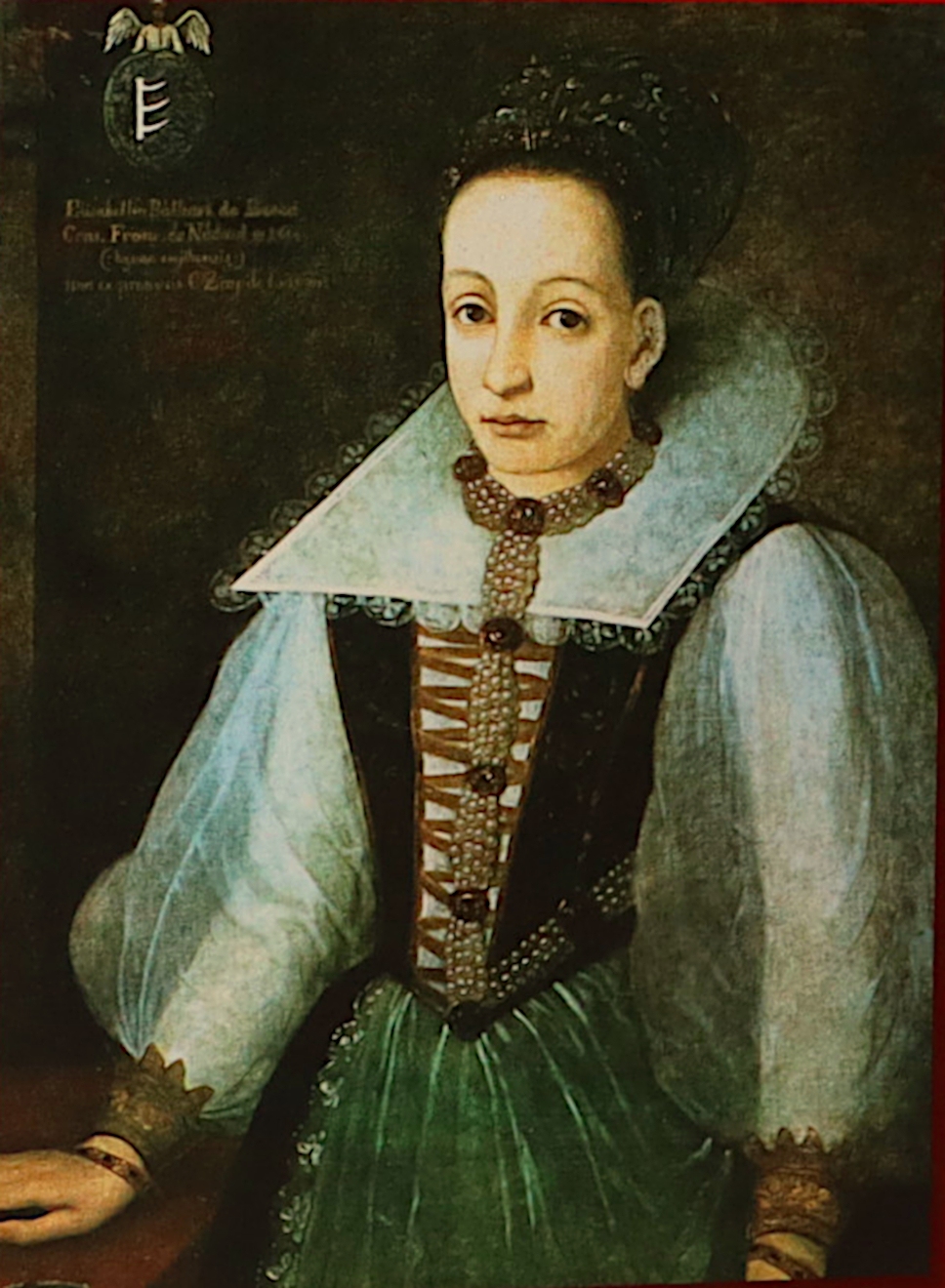
Soudobý portrét Alžběty Báthoryové

Odehrává se na čachtickém zámku roku 1610.

### 1. dějství
(Světnice na čachtickém zámku) Hraběnka Alžbeta se prohlíží v zrcadle. S věkem odcházejí půvaby, a aby si udržela přízeň mužů, musí je nahrazovat penězi a zkrášlovat se umělými prostředky. Volá k sobě dvě služky, Agnesu a přednedávnem přijatou Apollonii, aby ji upravili před návštěvou jejího kavalíra Kečegyho, jehož právě očekává. Apollonia – dcera ze zemanské rodiny, kterou rodiče svěřili hraběnce na vychování – se vzpírá. Alžbeta se rozzlobí. Povolává své dvě staré služebné, Helenu a Doru, a přikazuje jim, aby Apollonii odvedli a vypálili jí na rameno klíč.
Alžbetin věrný služebník Ficko jí oznamuje, že přijíždí jakýsi panský vůz. Alžbeta rozkazuje, aby byly koně opatřeny a návštěvník přiveden k ní, protože se domnívá, že je to Kečegy. Ale místo něho přichází zeman Paraska. Ptá se po své dceři, která zemřela v hraběnčině službě – chce znát okolnosti její smrti a vidět a získat její tělo, protože o čachtickém zámku již kolují děsivé zvěsti. Hraběnka ho vyhání a ve své zpupnosti si nedělá nic ani z jeho hrozby, že se obrátí na uherské zákony. Kdo by se odvážil na ni, blízkou příbuznou tolika vlivných magnátů? Laje Fickovi, že se spletl v osobách.
K Alžbetě přichází její dcera Katarína: viděla Paraskův odchod a matce sděluje, že zná její tajemství: hraběnka dává zabíjet mladá děvčata a koupe se v jejich krvi, aby omládla. Dovolává se matčina svědomí a víry, ale Alžbeta obojí považuje za dětinské a slabošské záležitosti dobré jen pro ty, kterým silní a moudří – jako je ona – panují. Katarína matku varuje, že dříve či později její činy vyjdou najevo. Když Ficko ohlásí Kečegyho, Katarína odchází, aby se mu vyhnula. Alžbeta si povzdechne nad sobeckostí mládí a vítá Kečegyho a vyměňuje si s ním dvorné lichotky, přičemž mu podstrkuje váček s penězi.

### 2. dějství
(Temné sklepení) Zemanovi Paraskovi se po dlouhém hledání podařilo najít předsálí hraběnčiny tajné mučírny. Sděluje, že své stížnosti přednesl samotnému králo, který nakázal vyšetřování- Má ho vést palatin Turzo, ale ten koná jen s přemáháním – sám všechny Paraskovy stížnosti předtím odbyl. Proto se Paraska domnívá, že pokud nebude Bátoryčka přistižena přímo při činu, vyšetřování dopadne v její prospěch. Schová se, když slyší kroky.
Po schodech do sklepení sestupují Dora, Helena a Ficko a připravují mučicí nástroje a lázeň pro svou paní. Dora dosud cítí lítost, strach a výčitky svědomí, ale Helena je už zcela zatvrdlá a otupená a zvrhlého Ficka týrání dívek baví, stejně jako samu hraběnku. Dnes je řada na Apollonii, kterou Alžbeta právě přivádí. Apollonia vidí, že se blíží její konec, ale neztrácí hrdost a častuje cestou do mučírny hraběnku urážkami.
Zatímco v mučírně (mimo scénu) je Apollonia týrána k smrti, Paraska její mučení pozoruje klíčovou dírkou a volá Boha za svědka. Opět se schová, když přicházejí další lidé – je to palatin Turzo s tajemníkem Závodským a přivádí je Katarína. Alžbeta vyjde z mučírny a zlobí se: jak si dovoluje palatin rušit práva uherské šlechty, jíž je sám příslušníkem, a prohledávat její hrad? Turzo se brání, že koná úřední povinnost. Katarína matku mírní a Alžbeta se stane laskavější, nabízí Turzovi pohostinství. Vysvětluje, proč se koupe v podzemí, a podaří se jí odvrátit palatinovu pozornost od osudových dveří. jsou už všichni na odchodu, když vystoupí Paraska a otevře dveře mučírny, kde je vidět Apolloniino umučené tělo i krvavá lázeň. Palatin, tajemník i přispěchavší Kečegy jsou zděšeni. Turzo již nemůže jinak, než dát hraběnku a její přisluhovače přes protesty odvést jako kriminální vězně. Katarína a Paraska to sledují se zadostiučiněním.

## Instrumentace
Flétna, hoboj (současně anglický roh), dva klarinety, fagot; dva lesní rohy, trubka, pozoun; tympány, bicí souprava; smyčcové nástroje (housle, violy, violoncella, kontrabasy).